# Mario Didò
Mario Didò (né le 16 novembre 1926 à Livry-Gargan, mort le 4 décembre 2007 à Varèse) est un syndicaliste et un homme politique italien, membre du Parti socialiste italien puis des Socialistes démocrates italiens.
Sa famille quitte Livry-Gargan en 1941 après l'occupation allemande en France. Il devient ouvrier mécanicien à Somma Lombardo à seulement 15 ans.
Il devient vice-président du Parlement européen pendant la législature 1984-1989, après avoir été élu en juin 1979, réélu en 1984 et encore élu en 1992-1994 après avoir été remplaçant sur les listes du PSI.